# Пирл, Раймонд
Раймонд Пирл (Перл, англ. Raymond Pearl; 3 июня 1879, Фармингтон, штат Нью-Гэмпшир, США — 17 ноября 1940, Херши, штат Пенсильвания, США) — американский биолог, демограф и статистик.
Член Национальной академии наук США (1916).

## Биография
Родился 3 июня 1879 года в Фармингтоне. В 1902 году окончил Мичиганский университет и остался там же в качестве научного сотрудника вплоть до 1906 года. В 1906 году переехал в штат Мэн, через год был принят на работу на сельскохозяйственную станцию, где он вплоть до 1918 года заведовал отделом. С 1918 и до 1925 года занимал должность профессора биометрии и статистики населения, затем профессора биологии Университета Джонса Хопкинса в Балтиморе. С 1930-х годов на пенсии.
Скончался 17 ноября 1940 года в Херши.

## Научные работы
Основные научные работы посвящены биометрии и биологии человека. Доказал происхождение грызунов и растений от одного дикого предка.

## Членство в обществах
- Президент Международного союза по научному изучению народонаселения (1928—31).
- Президент ряда других научных обществ.